# Oriest Kiprienski
Oriest Adamowicz Kiprienski (ros. Орест Адамович Кипренский; ur. 24 marca 1782 koło Petersburga, zm. 17 października 1836 w Rzymie) – rosyjski malarz, grafik i rysownik, będący jednym z najwybitniejszych portrecistów rosyjskich z czasów romantyzmu. Jego najbardziej rozpoznawaną pracą jest portret Aleksandra Puszkina z 1827.

## Życiorys
Urodził się jako nieślubny syna właściciela ziemskiego A.S. Diakonowa. Został wpisany do ksiąg metrykalnych jako syn chłopa pańszczyźnianego Adama Schwalbego. Po uwolnieniu z poddaństwa został przyjęty w 1788 do zakładu wychowawczego przy Cesarskiej Akademii Sztuk Pięknych pod nazwiskiem Kiprienski. Po ukończeniu studiów w 1809, zamieszkał w Moskwie, w 1811 w Twerze, w 1812 w Petersburgu a w latach 1816–1822 i w roku 1828 w Rzymie i Neapolu. By móc się ożenić z Anną Marią Falcucci, przyjął katolicyzm. 
Oriest Kiprienski zmarł w Rzymie na zapalenie płuc. Został pochowany w kościele Sant’Andrea delle Fratte.